# أيت وادريم
آيت وَادريم هي مركز كل من جماعة آيت وادريم القروية وقيادة أيت وادريم التابعتين لإقليم شتوكة آيت باها، جهة سوس ماسة بالمغرب. بلغ مجموع عدد سكان آيت وادريم حسب إحصاءات 2004 حوالي 7366 نسمة يعيشون في 1438 أسرة.

## إحصاء عام
| السنة | عدد السكان | عدد الأسر | عدد الأجانب |
| ----- | ---------- | --------- | ----------- |
| 1994  | 7715       | 1361      | °°°°        |
| 2004  | 7366       | 1438      | 0           |

## دواوير الجماعة
ايت ايحي بوسلام